# John Fox junior

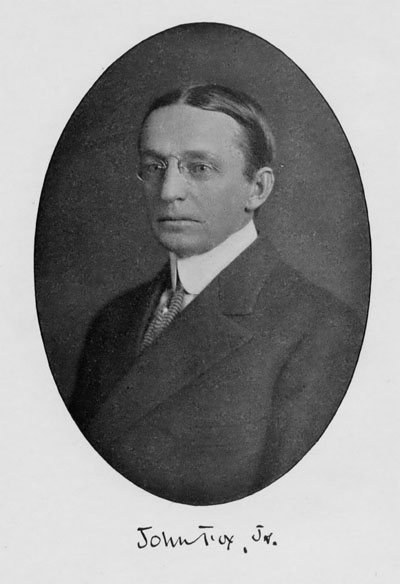
John Fox

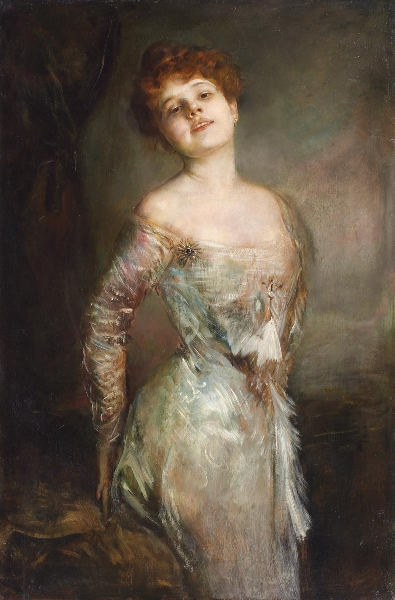
Fritzi Scheff, Gemälde von Franz von Lenbach

John Fox (* 16. Dezember 1862 in Stony Point, Kentucky; † 8. Juli 1919 in Big Stone Gap, Virginia) war ein US-amerikanischer Journalist und Autor von Romanen und Kurzgeschichten.

## Leben
John Fox wurde in Kentucky geboren. Seine Eltern waren John William Fox und Minerva Worth Carr. Fox studierte Englisch an der Harvard University. Er schloss das Studium 1883 ab und wurde Reporter in New York City. Nachdem er für die New York Times und die New York Sun gearbeitet hatte, veröffentlichte er 1892 sehr erfolgreich seinen ersten Fortsetzungsroman mit dem Titel A Mountain Europa in der Zeitschrift Century. 1898 folgten zwei Kurzgeschichtensammlungen mit mäßigem Erfolg sowie sein erster Roman in Buchform The Kentuckians. In den folgenden Jahren wurde Fox Kriegskorrespondent und arbeitete 1898 für Harper’s Weekly in Kuba während des Spanisch-Amerikanischen Krieges, wo er bei den Rough Riders diente. Sechs Jahre später reiste er in den Fernen Osten, um über den Russisch-Japanischen Krieg für das Scribner’s Magazine zu berichten.
Obwohl Fox weiterhin gelegentlich für Zeitschriften schrieb, widmete er sich ab etwa 1904 verstärkt literarischen Texten. The Little Shepherd of Kingdom Come von 1903 und The Trail of the Lonesome Pine von 1908 sind wahrscheinlich seine erfolgreichsten Werke. Beide standen Top-Ten-Liste der bestverkauften Romane der New York Times in den Jahren 1903 und 1904 beziehungsweise 1908 und 1909. Der letztere wurde mehrfach verfilmt (1916 von Cecil B. DeMille als Stummfilm und 1936 als Farbfilm (Kampf in den Bergen) von Henry Hathaway). Viele seiner Werke verwenden Motive des Naturalismus oder spiegeln Erfahrungen seiner Kindheit in der Bluegrass-Region in Kentucky und seines Lebens unter den Kohlenarbeitern von Big Stone Gap in Virginia wider. Zahlreiche seiner Werke waren historische Romane oder zeitgenössische Dramen, die in dieser Region spielten.
1898 wurde er in das National Institute of Arts and Letters gewählt.
Fox war von 1908 bis 1912 mit der österreichischen Opernsängerin Fritzi Scheff verheiratet.
Fox starb 1919 an Lungenentzündung in Big Stone Gap und wurde im Familiengrab in Paris in Kentucky begraben.

## Werke
- A Cumberland Vendetta and Other Stories (1895)
- Hell-fer-Sartain and Other Stories (1897)
- The Kentuckians (1898)
- A Mountain Europa (publiziert 1899)
- Crittenden (1900)
- Blue-grass and Rhododendron: Outdoors in Old Kentucky (1901)
- The Little Shepherd of Kingdom Come (1903)
- Christmas Eve on Lonesome and Other Stories (1904)
- Following the Sun Flag: A Vain Pursuit Through Manchuria (1905)
- A Knight of the Cumberland (1906)
- The Trail of the Lonesome Pine (1908)
- The Heart of the Hills (1913)
- In Happy Valley (1917)
- Erskin Dale (1920)
- A Purple Rhododendron and Other Stories (1967)